# Krisia Todorova
Krisia Marinova Todorova (Bulgaars: Крисия Маринова Тодорова) (Razgrad, 1 juni 2004) is een Bulgaars zangeres.

## Biografie
Krisia Todorova groeide op in Razgrad, Bulgarije. Todorova volgt al sinds haar zesde zang- en pianoles aan de muziekschool. Door haar leven heen nam ze deel aan verschillende zangwedstrijden, zowel binnen als buiten haar thuisland. 
In 2013 kwam haar muzikale doorbraak. Ze mocht een optreden geven tijdens de populaire Bulgaarse talkshow Sjo-oeto na Slavi, waardoor ze gevraagd werd om mee te doen aan een kindertalentenjacht op televisie. Tijdens de eerste uitzending van deze talentenjacht in december 2013 vertolkte Todorova een cover op Beyoncé's hit Listen. Het filmpje van dit optreden werd uitermate populair in Bulgarije, maar ook internationaal kreeg de video aandacht. Ze werd op YouTube bekend als Small Beyoncé. Hierna werd Todorova gekozen om het Bulgaarse volkslied te zingen voor aanvang van de UEFA Europa League wedstrijd tussen PFK Ludogorets uit haar geboortestad Razgrad en Valencia CF. 
Eind juli 2014 werd er gespeculeerd dat de BNT Krisia Todorova als vertegenwoordiger van Bulgarije op het Junior Eurovisiesongfestival 2014 had aangewezen. Op 26 juli 2014 bevestigde de Bulgaarse omroep dat Todorova inderdaad als vertegenwoordiger was aangeduid. Niet veel later, op 1 augustus 2014, werd bekendgemaakt dat ze samen met Hasan & Ibrahim naar het Junior Eurovisiesongfestival in Malta zou gaan.
Op 9 oktober werd hun liedje Planet of the children gepresenteerd tijdens Sjo-oeto na Slavi. Todorova was echter wel de enige die zong in het liedje, omdat Hasan & Ibrahim pianospeelden. Tijdens het optreden in Malta waren er echter wel een aantal problemen. Todorova had namelijk stemproblemen en kon tijdens de eerste repetities niet live zingen. Tijdens de jury-finale viel de stroom uit toen ze op het podium stonden, waardoor de show ruim een halfuur stil lag. Vooraf waren ze getipt als de favorieten, maar konden die rol niet waarmaken. Ze eindigden op een tweede plaats met 147 punten. 
2007: Bon-Bon ·
2008: Krestiana Kresteva ·
2011: Ivan Ivanov ·
2014: Krisia, Hassan & Ibrahim · 
2015: Gabriela & Ivan · 
2016: Lidia Ganeva · 
2021: Deni & Marti